# Qalb Loze
Qalb Loze (tiếng Ả Rập: قلب لوزة, cũng đánh vần Qalb Lawzah hoặc Qalb Lozeh) là một ngôi làng Druze ở phía tây bắc Syria, một phần hành chính của Tỉnh Idlib nằm khoảng 35 kilômét (22 mi) phía tây Aleppo. Nó nằm gần biên giới với Thổ Nhĩ Kỳ, trên núi A'la và là một phần của khu vực được gọi là " Thành phố chết", theo Cục Thống kê Trung ương Syria (CBS), Qalb Loze có dân số 1.290 người Điều tra dân số năm 2004.
Ngôi làng được chú ý bởi nhà thờ thế kỷ thứ 5 và các tàn tích thời Byzantine khác. Tên của nó Qalb Lozeh dịch là "Trái tim của hạnh nhân."  Hầu hết cư dân làm nông nghiệp và chủ yếu trồng cây thuốc lá và ô liu. Thuốc lá được sử dụng cho ngành công nghiệp thuốc lá địa phương.

## Địa lý
Qalb Loze nằm ở độ cao 670 mét ở Tỉnh Idlib trên cao nguyên núi A'la (Jabal Summaq), một vùng đồi núi xa xôi của trung tâm phía tây của khối đá vôi phía bắc Syria, cách biên giới Thổ Nhĩ Kỳ vài km. Nơi này nằm gần Barisha và có thể truy cập từ con đường chính Aleppo- Antakya bằng một con đường phụ đi về hướng đông bắc. Các địa phương gần đó bao gồm Qurqania ở phía nam, Kafr Dariyan ở phía đông và Kafr Takharim ở phía tây.
Khu vực này dễ bị tổn thương về mặt sinh thái do sa mạc hóa và độ cao của nó. Cây ô liu mọc ở thung lũng bên dưới làng, một số cây trồng trên cánh đồng khô được trồng và cừu được giữ lại.

## Nhân khẩu học
Vào giữa những năm 1960, có khoảng 150 người sống ở Qalb Loze. Đây vẫn là một ngôi làng nhỏ với dân số 1.290 người trong cuộc điều tra dân số năm 2004 của Cục Thống kê Trung ương Syria (CBS). Cư dân của nó là thành viên của cộng đồng Druze, cư dân của 13 ngôi làng khác trong vùng lân cận. Người dân trong làng được chú ý vì làn da trắng và mái tóc vàng.

## Nhà thờ
Nhà thờ tại Qalb Lozeh có từ những năm 460 sau Công nguyên  và là một trong những nhà thờ được bảo tồn tốt nhất trong thời kỳ này trong khu vực. Nhà thờ là nơi đầu tiên được biết đến ở Syria với vương cung thánh đường rộng, nơi các cột trong kiến trúc nhà thờ Byzantine truyền thống tách biệt các lối đi từ gian giữa đã được thay thế bằng các trụ thấp và vòm cao vút tạo cảm giác không gian mở rộng. Nó rất giống với phong cách kiến trúc và sự khéo léo với các nhà thờ Syria tiền Hồi giáo lớn ở Turmanin, El Anderin, Ruweha và Kerratin, có thể được xây dựng bởi cùng các xưởng hoặc bang hội.
Gertrude Bell, nhà ngoại giao, nhà thám hiểm và nhà khảo cổ học Trung Đông gan dạ, đã mô tả nhà thờ này là "... khởi đầu của một chương mới trong kiến trúc của thế giới. Vẻ đẹp tinh tế và giản dị của Romanesque được sinh ra ở Bắc Syria. "  Kể từ chuyến thăm của Gertrude Bell vào đầu những năm 1900, thị trấn đã phát triển và nhà thờ hiện được bao quanh bởi những ngôi nhà hiện đại.

### Di sản thế giới
Địa điểm này đã được UNESCO ghi là Di sản Thế giới vào năm 2011 như là một phần của danh sách "Những ngôi làng cổ của miền Bắc Syria".

## Nội chiến Syria
Trong cuộc nội chiến ở Syria đang diễn ra, cư dân Druze ở Qalb Loze đã kiềm chế không tham gia vào cuộc chiến giữa phiến quân đối lập và lực lượng chính phủ. Điều này một phần là do những lo ngại liên quan đến xung đột dân sự và sự khăng khăng của các thủ lĩnh phiến quân rằng họ vẫn trung lập. Mối quan hệ giữa cư dân của ngôi làng và đa số người Hồi giáo Sunni trong khu vực rất mạnh mẽ và phản đối chính quyền của Bashar al-Assad. Qalb Loze đã cung cấp một nơi trú ẩn an toàn cho những người đào ngũ Druze từ Quân đội Syria, phòng khám cho phiến quân bị thương và đã cung cấp nơi trú ẩn cho những người tị nạn địa phương chạy trốn khỏi bạo lực ở các thị trấn và làng mạc của họ. Tuy nhiên, vào ngày 10 tháng 6 năm 2015, 20 Druze đã bị Mặt trận Nusra tàn sát tại đó.